# Paulina Kaczanow
Paulina Kaczanow, pseud. Marianna Rokita (ur. 5 listopada 1978 w Warszawie) – polska dziennikarka, publicystka, uczestniczka przedsięwzięcia pornograficznego, była działaczka Unii Wolności i asystentka Jerzego Wierchowicza.

## Życiorys
Urodziła się 5 listopada 1978 w Warszawie, w rodzinie katolickiej. Jej ojciec, Włodzimierz Kaczanow, przez krótki czas – w pierwszej połowie lat 90. – był właścicielem klubu hokejowego Zagłębie Sosnowiec i jako biznesmen prowadził też interesy na Wschodzie. Dorastała z siostrą Kingą. W 1998 ukończyła III Liceum Ogólnokształcące im. Bolesława Prusa w Sosnowcu. Następnie  uzyskała dyplom o specjalizacji prawniczej w Paryskiej Izbie Handlowej. Jako dziennikarka współpracowała z pismami „Trybuna Śląska”, „Wprost”, „Pani” i „Fakty i Mity”.
W wieku 25 lat wystąpiła w pierwszej rozbieranej sesji zdjęciowej. W dniu 14 listopada 2003 w Warszawie, w ramach targów Eroticon, Kaczanow wzięła udział w konkursie na seksualny rekord świata i odbyła kolejno 759 stosunków seksualnych z mężczyznami, co organizatorzy uznali za nowy seksualny rekord świata. Wydarzenie to zostało nagrane jako film pornograficzny. Rekord ten został pobity rok później przez amerykankę Lisę Sparaxxx w 2004 r.

## Odniesienia w kulturze
Rekord liczby stosunków ustanowiony przez Paulinę Kaczanow (Mariannę Rokitę) posłużył za temat wiersza poety Miłosza Kamila Manasterskiego pt. Z księgi rekordów opublikowanego na łamach miesięcznika Poezja dzisiaj. Wątek rekordu przywoływany był również w jednym z felietonów Jerzego Jachowicza z książki Z archiwum Jerzego Jachowicza.
Reżyserka Anna Jadowska w wywiadzie udzielonym Tomaszowi Bieleni przyznała, że Marianna Rokita była dla niej inspiracją przy tworzeniu scenariusza do filmu pt. Z miłości, z 2011 roku.

W czasie, kiedy pisałam scenariusz, ona właśnie pobiła seksualny rekord świata. To była postać, na której się wzorowałam, tworząc bohaterkę – Joannę w moim filmie. Rekord, który pobiła, był również dla nas wzorem do budowania inscenizacji. Kiedy oglądałam materiały z prawdziwego seksualnego rekordu świata, wyglądało to trochę dla mnie jak pierwotne obrzędy praczłowieka w głębokich jaskiniach. Przecież nie oglądałam pornografii od dzieciństwa! Przy okazji pracy nad filmem obejrzałam jednak parę rzeczy i przyznam się, że to było dla mnie jak wyprawa Bronisława Malinowskiego na Trobriandy.

Była również jedną z bohaterek reportażu Magdaleny Grzebałkowskiej pt. Seks z emocjami głębszej natury w Dużym Formacie z października 2004 roku.

## Życie prywatne
Była związana z dziennikarzem Jerzym Sławomirem Macem.